# Luise xứ Sachsen-Altenburg
Luise xứ Sachsen-Altenburg (Marie Agnes Luise Charlotte; 11 tháng 8 năm 1873 – 14 tháng 4 năm 1953) là công nữ Sachsen-Altenburg và là Công tử phi Eduard xứ Anhalt.